# Die Freien Brauer
 (avril 2021).
Si vous disposez d'ouvrages ou d'articles de référence ou si vous connaissez des sites web de qualité traitant du thème abordé ici, merci de compléter l'article en donnant les références utiles à sa vérifiabilité et en les liant à la section « Notes et références ».
Die Freien Brauer GmbH & Co. KG (en français, Les Brasseurs indépendants) est une association d'une quarantaine de brasseries de taille intermédiaire d'Allemagne, d'Autriche, du Luxembourg et des Pays-Bas qui se sont fixé comme objet de préserver la diversité de la bière et la culture de la bière.

## Objets
Ces entreprises croient la diversité des brasseurs en Allemagne, en Autriche et aux Pays-Bas gravement menacée par de sérieux changements dans l'industrie brassicole. Les brasseurs nationaux et internationaux brassent les deux tiers de la production de bière en Allemagne. Le marché autrichien de la bière avec 8,9 millions d'hectolitres en 2009 est dominé par un groupe international avec une part de marché d'environ 48%. Les brasseries coopératives proposent plus de 350 bières différentes. L'un des principaux objectifs des Freien Brauer est que les consommateurs connaissent, consomment et apprécient à nouveau la diversité des bières.
Les membres travaillent ensemble depuis 1969 dans la Deutsche Brau-Kooperation, une association de brasseries privées autonomes et indépendantes. Bien que les brasseries indépendantes soient parfois considérées comme des concurrents directs sur le marché de la bière, elles poursuivent ensemble la préservation de la culture de la bière allemande, autrichienne et hollandaise. Avec la fondation de l'initiative des Freien Brauer, la Deutsche Brau-Kooperation présente pour la première fois au public en septembre 2005 des objectifs et des valeurs. Tous les membres de l'association représentent les sept valeurs : liberté, responsabilité, diversité, qualité, environnement, tradition et régionalisme.
Die Freien Brauer ne se considèrent pas en concurrence avec les associations brassicoles existantes en Allemagne, en Autriche et aux Pays-Bas telles que la Deutscher Brauer-Bund, la Bundesverband mittelständischer Privatbrauereien, la Verband der Brauereien Österreichs ou la Brauereiverband Centraal Brouwerij Kantoor. La plupart des membres de l'initiative sont également membres d'associations de brasserie existantes. L'initiative ne voit pas son rôle dans le lobby politique. Cependant ils veulent renforcer la position des entreprises de taille moyenne. Les principaux groupes cibles de l'initiative sont le commerce et les consommateurs.
Les membres craignent une forte concurrence sur le marché de la bière allemand, autrichien et hollandais, où seul le prix est crucial. Ils ne voient pas d'abord le volume des ventes mais exigent de prêter attention à la qualité et au rendement.
L'objectif est de renforcer l'image de la bière et la connaissance de la bière auprès des détaillants et des consommateurs.

## Membres
Les brasseries suivantes sont membres en janvier 2018 :
| - Alpirsbacher Klosterbräu - Arcobräu Gräfliches Brauhaus - Privatbrauerei Ernst Barre - Brasserie Nationale - Brauwerk Baden - Darmstädter Privatbrauerei - Distelhäuser Brauerei - Dithmarscher Privatbrauerei - Erzquell Brauerei - Privatbrauerei Moritz Fiege |  | - Privatbrauerei Ganter - Glaabsbräu - Brauerei Hirt - Hütt-Brauerei - Karmelitenbrauerei Karl Sturm - Kauzen-Bräu - Kirner Privatbrauerei - Kitzmann-Bräu - Brauerei Max Leibinger - Löwenbrauerei Hall |  | - Brauerei Gebr. Maisel - Meckatzer Löwenbräu - Neumarkter Lammsbräu - Pyraser Landbrauerei - Brauhaus S. Riegele - Rosenbrauerei Pößneck - Weisses Bräuhaus - Schussenrieder Brauerei - Schwarzbräu - Privatbrauerei Schweiger |  | - Brauerei Jacob Stauder - Stieglbrauerei zu Salzburg - Störtebeker Braumanufaktur - Weldebräu - Brauerei Westheim - Brauerei Wieninger - Zillertal Bier - Privat-Brauerei Zötler - Privatbrauerei Zwettl |  |  |

Anciens membres
- Flensburger Brauerei (jusqu'en 2017)
- Brauerei Fohrenburg (jusqu'en 2015)
- Privatbrauerei Gaffel (jusqu'en 2014)
- Gulpener (jusqu'en 2017)
- Herforder Brauerei (jusqu'en 2007)
- Privatbrauerei Rolinck (jusqu'en 2007)